# Stilpon nanlingensis
Stilpon nanlingensis är en tvåvingeart som beskrevs av Shamshev, Grootaert och Yang 2005. Stilpon nanlingensis ingår i släktet Stilpon och familjen puckeldansflugor. Inga underarter finns listade i Catalogue of Life.